# Gelber Lauch
Der Gelbe Lauch oder Gelb-Lauch (Allium flavum) ist eine Pflanzenart in der Gattung Lauch (Allium). Sie ist von Südeuropa bis Vorderasien auf trockenen Hügeln verbreitet, im deutschsprachigen Raum ist sie nur in Österreich heimisch.

## Beschreibung

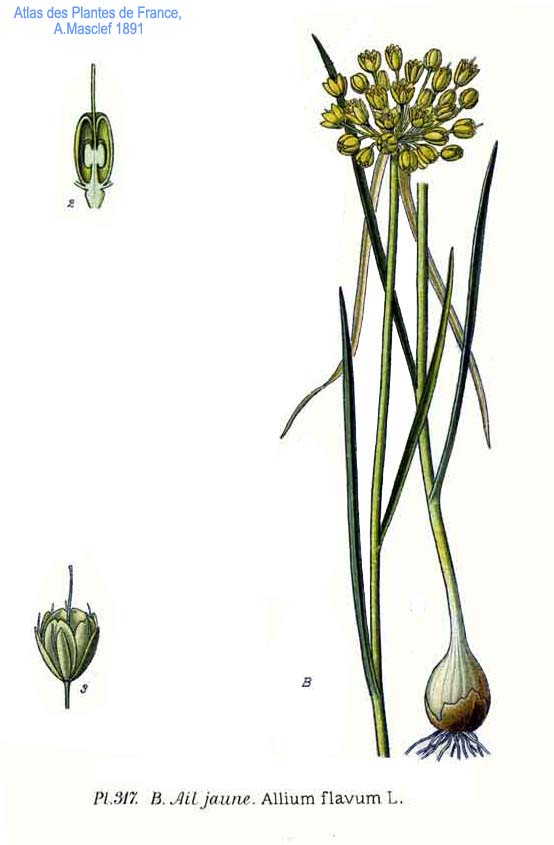
Illustration

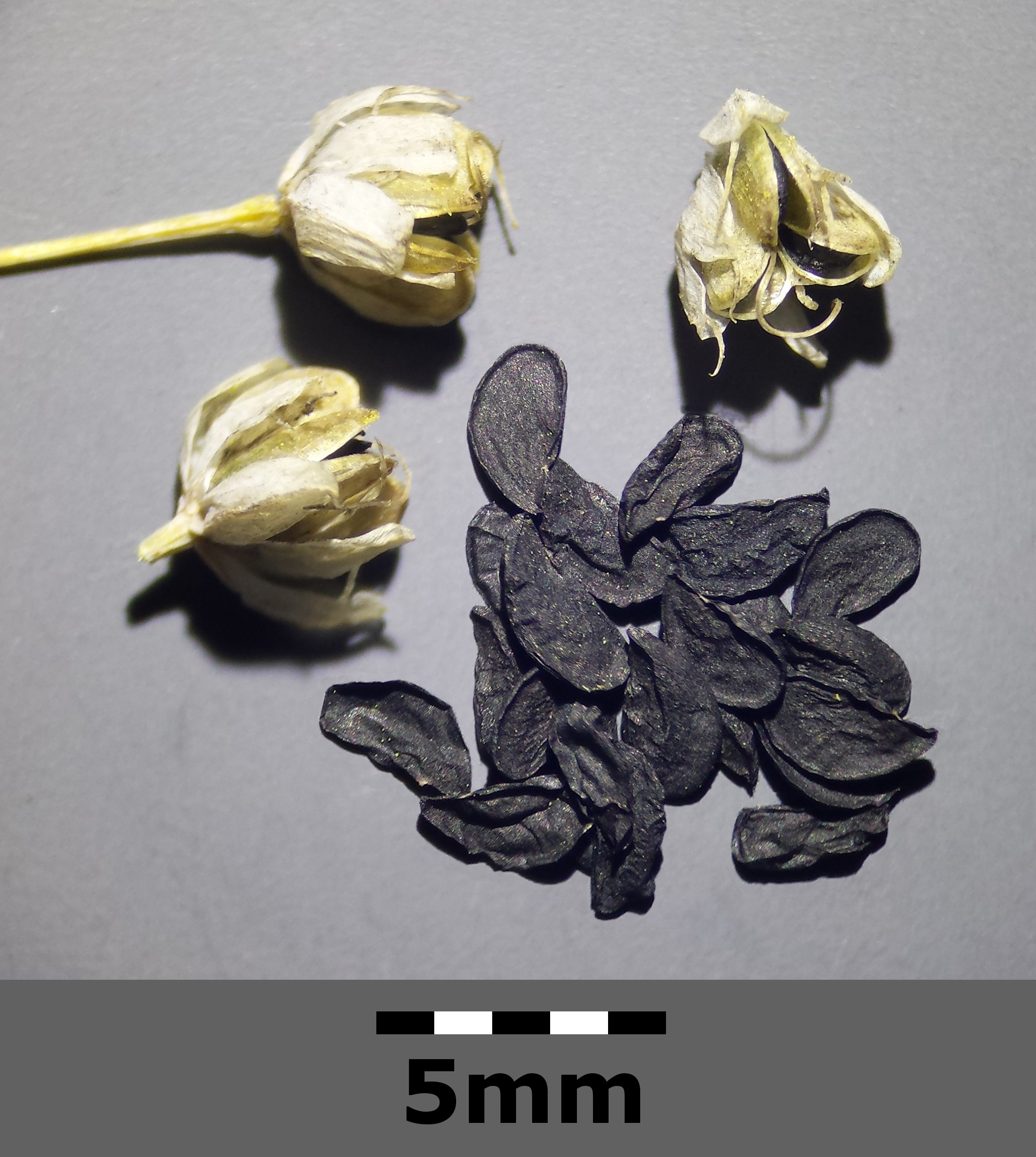
Kapselfrüchte mit Samen

### Vegetative Merkmale
Der Gelbe Lauch ist eine ausdauernde, krautige Pflanze, die Wuchshöhen zwischen 20 (selten ab 10) und 60 Zentimetern erreicht. Der Stängel ist aufrecht oder bogig aufsteigend.
Die zuerst halbstielrunden, später hohlen und schmal-linealischen Laubblätter sind bis zu 2 Millimeter breit. Sie sind glatt, blau bereift, oberseits schwach rinnig und kürzer bis ebenso lang wie der Stängel. Die Laubblätter riechen nach Knoblauch, schmecken allerdings nicht scharf.

### Generative Merkmale
Die derbe Hülle ist schwach krautig und zweiklappig, wobei die eine Klappe meist deutlich länger ist als die andere; sie ist schmal linealisch bis fast borstenartig und meist um ein Vielfaches länger als der Blütenstand. Viele Blüten stehen in einem scheindoldigen Blütenstand locker zusammen. Brutzwiebeln an den Blütenstände fehlen.
Die Blütezeit reicht von Juni bis August. Die fast fadenförmigen Blütenstiele sind bis zu dreimal so lang sind wie die Blüten. Die Blüten sind dreizählig. Die gelben Perigonblätter sind stumpf, länglich, 4 bis 5 Millimeter lang und mehr oder weniger glänzend. Die Staubblätter sind stets und bis um das Doppelte länger als die Perigonblätter. Sie sind am Ansatz miteinander sowie mit dem Perigon verwachsen. Der Griffel ist verlängert.
Die Kapselfrucht eiförmig und stark dreiseitig.
Die Chromosomenzahl beträgt 2n = 16, seltener 32.

## Ökologie
Bei Allium flavum handelt sich um einen Geophyten.
Allium flavum dient der Lauch-Seidenbiene (Colletes graeffei) exklusiv als Nahrungsgrundlage.

## Vorkommen
Der Gelbe Lauch ist in Eurasien beheimatet und hat hier eine meridionale bis submeridionale Verbreitung.
In Mitteleuropa ist der Gelbe Lauch selten bis zerstreut von der Ebene bis in die Voralpen bis in Höhenlagen von 1000 Metern zu finden. Sie besiedelt trockene Hügel an sonnigen Stellen, insbesondere auf Kalk und Trachyt als Untergrund. In Deutschland und der Schweiz ist sie nicht heimisch. Im Frankenwald und am Kaiserstuhl kommt er als unbeständiger Neophyt vor. Er ist eine Charakterart der Ordnung Festucetalia valesiacae.
In Österreich ist er in Niederösterreich, Wien und Burgenland zu finden, wobei er hier in Trockenrasen und trockenen Wiesen des pannonischen Raums zerstreut bis selten vorkommt. Darüber hinaus kommt er von Spanien über das östliche Tschechien und Ungarn bis nach Südrussland, in den Kaukasus und Vorderasien vor.

## Systematik
Die Erstveröffentlichung von Allium flavum erfolgte durch Carl von Linné. Ein wichtiges Synonym für Allium flavum L. ist Cepa flava (L.) Moench. Allium flavum gehört zur Sektion Codonoprasum der Untergattung Allium in der Gattung Allium. Als Varietät beschrieben wurde die Zwergform Allium flavum var. webbii (Clementi) Nyman, sie wird heute nicht mehr anerkannt.
Man kann folgende Unterarten und Varietäten unterscheiden:
- Allium flavum subsp. flavum: Sie kommt vom südlichen Mitteleuropa und Südeuropa bis zur westlichen Türkei vor.[7]
- Allium flavum subsp. ionochlorum Maire: Sie kommt in Marokko und in Algerien vor.[7]
- Allium flavum var. minus Boiss.: Sie kommt in der nördlichen Türkei vor.[7]
- Allium flavum var. pilosum Kollmann & Koyuncu: Sie kommt in der südlichen Türkei vor.[7]
- Allium flavum subsp. tauricum (Besser ex Rchb.) K.Richt.: Sie kommt von Südosteuropa bis zum Iran vor.[7]

## Nachweise